# Edward William Nelson

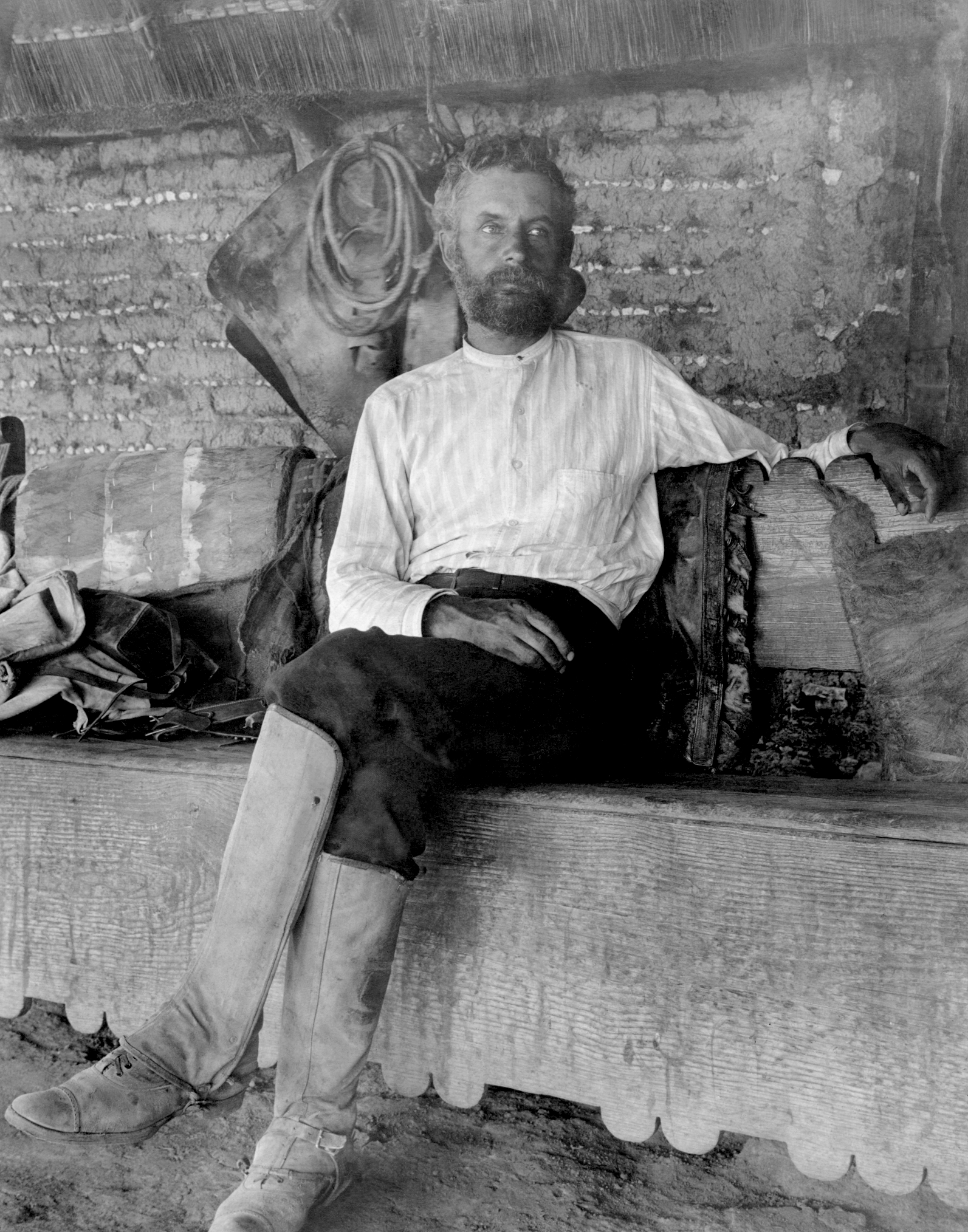
Nelson in Mexico in 1895

Edward William Nelson (Amoskeag in New Hampshire Verenigde Staten, 8 mei 1855 – Washington D.C., 19 mei 1934) was een Amerikaanse natuuronderzoeker, ontdekkingsreiziger, meteoroloog en ornitholoog. Hij was een verzamelaar van vooral vogels maar ook andere natuurhistorische specimens. Hij was deelnemer aan diverse expedities naar onder andere Alaska, de Aleoeten, Wrangel maar ook in Death Valley, Yosemite Valley en hij verbleef enige tijd in Mexico waar hij gewervelde dieren verzamelde. Een aanzienlijk aantal diersoorten zijn naar hem vernoemd. Hij schreef een groot aantal artikelen en was in zijn laatste jaren actief in diverse wetenschappelijke verenigingen en binnen de Amerikaanse natuurbescherming.

## Biografie
Nelson werd geboren in Amoskeag, maar het gezin waarin hij opgroeide woonde in Manchester (New Hampshire). Zijn ouders deden als vrijwilligers mee aan de kant van de Republikeinen in de Amerikaanse Burgeroorlog. Zijn vader werd militair en zijn moeder verpleegster in Baltimore. De kinderen verhuisden naar de grootouders aan moeders kant naar een boerderij in het gebied van het Adirondackgebergte in de staat New York (staat). Daar begon zijn grote liefde voor de wilde natuur. Zijn vader sneuvelde aan het eind van de oorlog en na de oorlog (1865) verhuisde het gezin naar Chicago waar hij zijn middelbareschoolopleiding deed en al een grote verzameling insecten en vogels vergaarde. In 1871 raakte hij deze verzameling kwijt toen het gezin dakloos werd door de grote brand van Chicago. Het lukte zijn moeder, die eerder een goedlopende damesmodezaak was begonnen, om een nieuw bestaan op te bouwen. Hij bezocht tussen 1872 en 1875 de Cook County Normal School. In die periode leerde hij al belangrijke Amerikaanse natuuronderzoekers kennen zoals Henry Henshaw en Edward Drinker Cope die hem verder op weg hielpen bij zijn onderzoek en de opbouw van zijn collectie. In 1877 trad hij toe tot de Amerikaanse krijgsmacht bij de verbindingsdienst. Daar volgde hij een opleiding als meteoroloog en natuuronderzoeker zodat hij op afgelegen plekken metingen kon verrichten en natuurhistorisch onderzoek doen, zoals de toen al beroemde Spencer Fullerton Baird hem had aangeraden. Hij verliet de krijgsmacht en kon dankzij Baird in 1877 mee met een expeditie naar Alaska en uiteindelijk ook het eiland Wrangel waar hij de plaatselijke flora en fauna bestudeerde. Hij rapporteerde hierover uitgebreid, ook over de gewoonten van de oorspronkelijke bewoners van de Aleoeten.
In 1890 kreeg hij een baan bij het Bureau of Biological Survey  dat viel onder het Amerikaanse ministerie van landbouw en visserij. Tussen 1916 en 1927 was hij directeur van dat bureau en daarna werkte hij daar nog eens twee jaar. In die hoedanigheid deed hij onderzoek in Californië en Mexico. Hij verbleef 14 jaar lang in het laatstgenoemde land.
Tussen 1921 en 1923 was hij voorzitter van de American Society of Mammalogists, daarnaast was hij ook voorzitter van de American Ornithologists' Union en de Biological Society of Washington. Hij is nooit getrouwd.

## Nalatenschap
Een groot aantal nieuw beschreven dieren zijn als eerbetoon naar hem genoemd omdat hij de verzamelaar ervan was. Voorbeelden daarvan zijn onder andere de woestijndikhoornschaap (Ovis canadensis nelsoni), Nelsons melkslang (Lampropeltis triangulum nelsoni), Nelsons spitsstaartgors (Ammodramus nelsoni), nelsongrondeekhoorn (Ammospermophilus nelsoni), Nelsons stekelmuisgoffer (Heteromys nelsoni) en nog meer kleine knaagdieren zonder Nederlandse naam: Oryzomys nelsoni, Xenomys nelsoni, Dicrostonyx nelsoni, Dipodomys nelsoni, Chaetodipus nelsoni, Megadontomys nelsoni, Neotoma nelsoni en Nelsonia goldmani. Verder een hagedis Anolis nelsoni en een stekelleguaan (Sceloporus nelsoni). 
Daarnaast beschreef hij zelf ook dieren, vooral vogels. Hij is de soortauteur van 18 vogelsoorten (en meer dan 120 ondersoorten) waaronder  colimadwerguil (Glaucidium palmarum) en de  Mexicaanse bosnimf (Eupherusa ridgwayi).
Zijn wetenschappelijke oeuvre omvat 200 titels.
- Bibsys: 90279394
- Biblioteca Nacional de España: XX5141868
- Bibliothèque nationale de France: cb136156371 (data)
- Author citation (botany): E.W.Nelson
- CiNii: DA04754273
- Stuttgart Database of Scientific Illustrators 1450–1950: 9220
- Gemeinsame Normdatei: 1234087596
- International Standard Name Identifier: 0000 0000 8130 6490
- Library of Congress Control Number: n50037755
- Nationale Bibliotheek van Letland: 000281777
- Nationale Bibliotheek van Tsjechië: jo20241230666
- Nationale Bibliotheek van Israël: 987007429846705171
- Nederlandse Thesaurus van Auteursnamen: 147579147
- PIC: 3849
- Réseau des bibliothèques de Suisse occidentale: 02-A003634593
- SNAC: w6z3323v
- Système universitaire de documentation: 085643319
- Virtual International Authority File: 51865432
- WorldCat: E39PBJh4y47jWyHkFgrpgtbKh3